# 군서면 (영광군)
군서면(郡西面)은 대한민국 전라남도 영광군의 면이다. 넓이는 26.05km2이고, 인구는 2011년 3월 31일을 기준으로 1,235세대 2,578명이다.

## 행정 구역
- 가사리
- 남계리
- 남죽리
- 덕산리
- 마읍리
- 만곡리
- 만금리
- 매산리
- 보라리
- 송학리

## 교육
- 군서초등학교 (남죽리)
- 송학초등학교 (폐교) - 군서면 서금길 15 (송학리 / 現 성지송학중학교)